# Старогутово
Старогутово — деревня в Тогучинском районе Новосибирской области. Входит в состав Коуракского сельсовета.

## География
Площадь деревни — 59 гектаров.

## Население
| 2002 | 2007 | 2010 |
| ---- | ---- | ---- |
| 154  | ↘129 | ↘101 |

## Инфраструктура
В деревне по данным на 2007 год функционирует 1 учреждение здравоохранения.